# Allondaz
Allondaz est une commune française située dans le département de la Savoie, en région Auvergne-Rhône-Alpes.

## Géographie
Situé dans le massif des Bauges, Allondaz a su rester un village de Savoie typique. Ici, le développement s'entend avec le respect des traditions et de l'environnement. En ce sens, Allondaz a résisté aux sirènes de la « rurbanisation ». C'est ce qui explique aujourd'hui son charme unique dans la région.
Elle fait partie de la communauté d'agglomération Arlysère.

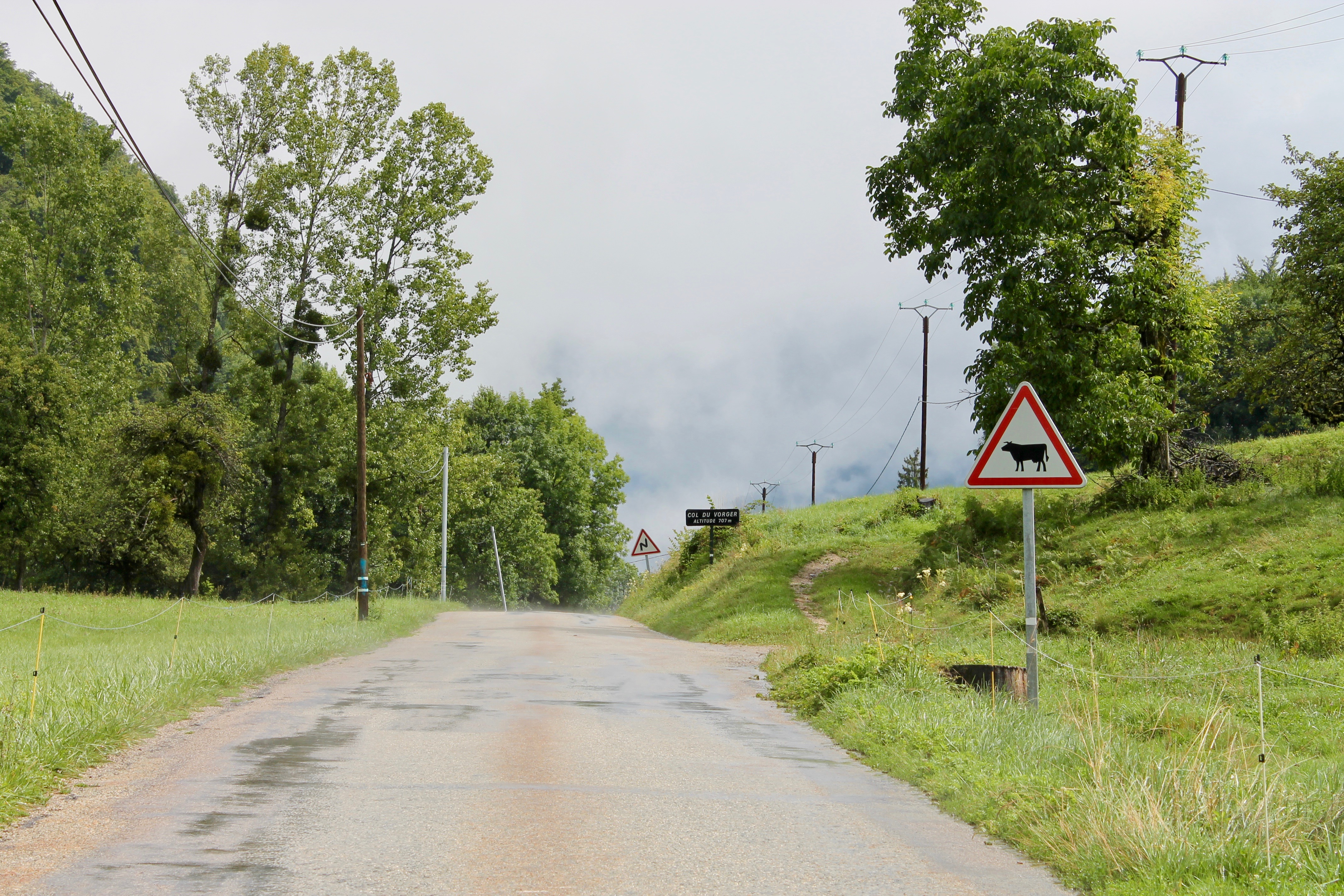
Col du Vorger, depuis Allondaz.

Le col du Vorger (alt. 714 mètres, d'une longueur de 4,06 km) permet de rejoindre les villages de Thénésol et de Marthod.

### Climat
Pour des articles plus généraux, voir Climat d'Auvergne-Rhône-Alpes et Climat de la Savoie.
En 2010, le climat de la commune est de type climat de montagne, selon une étude du Centre national de la recherche scientifique s'appuyant sur une série de données couvrant la période 1971-2000. En 2020, Météo-France publie une typologie des climats de la France métropolitaine dans laquelle la commune est exposée à un climat de montagne ou de marges de montagne et est dans la région climatique Alpes du nord, caractérisée par une pluviométrie annuelle de 1 200 à 1 500 mm, irrégulièrement répartie en été.
Pour la période 1971-2000, la température annuelle moyenne est de 9,7 °C, avec une amplitude thermique annuelle de 18,2 °C. Le cumul annuel moyen de précipitations est de 1 372 mm, avec 10,5 jours de précipitations en janvier et 9,6 jours en juillet. Pour la période 1991-2020, la température moyenne annuelle observée sur la station météorologique de Météo-France la plus proche, « Gilly sur Isère », sur la commune de Gilly-sur-Isère à 5 km à vol d'oiseau, est de 11,4 °C et le cumul annuel moyen de précipitations est de 1 353,7 mm,. Pour l'avenir, les paramètres climatiques de la commune estimés pour 2050 selon différents scénarios d'émission de gaz à effet de serre sont consultables sur un site dédié publié par Météo-France en novembre 2022.

## Urbanisme

### Typologie
Au 1er janvier 2024, Allondaz est catégorisée commune rurale à habitat dispersé, selon la nouvelle grille communale de densité à sept niveaux définie par l'Insee en 2022.
Elle est située hors unité urbaine. Par ailleurs la commune fait partie de l'aire d'attraction d'Albertville, dont elle est une commune de la couronne,. Cette aire, qui regroupe 30 communes, est catégorisée dans les aires de 50 000 à moins de 200 000 habitants,.

### Occupation des sols
L'occupation des sols de la commune, telle qu'elle ressort de la base de données européenne d’occupation biophysique des sols Corine Land Cover (CLC), est marquée par l'importance des forêts et milieux semi-naturels (60,9 % en 2018), en diminution par rapport à 1990 (62 %). La répartition détaillée en 2018 est la suivante : 
forêts (58 %), prairies (28,8 %), zones agricoles hétérogènes (10,3 %), espaces ouverts, sans ou avec peu de végétation (2,9 %).
L'IGN met par ailleurs à disposition un outil en ligne permettant de comparer l’évolution dans le temps de l’occupation des sols de la commune (ou de territoires à des échelles différentes). Plusieurs époques sont accessibles sous forme de cartes ou photos aériennes : la carte de Cassini (XVIIIe siècle), la carte d'état-major (1820-1866) et la période actuelle (1950 à aujourd'hui).

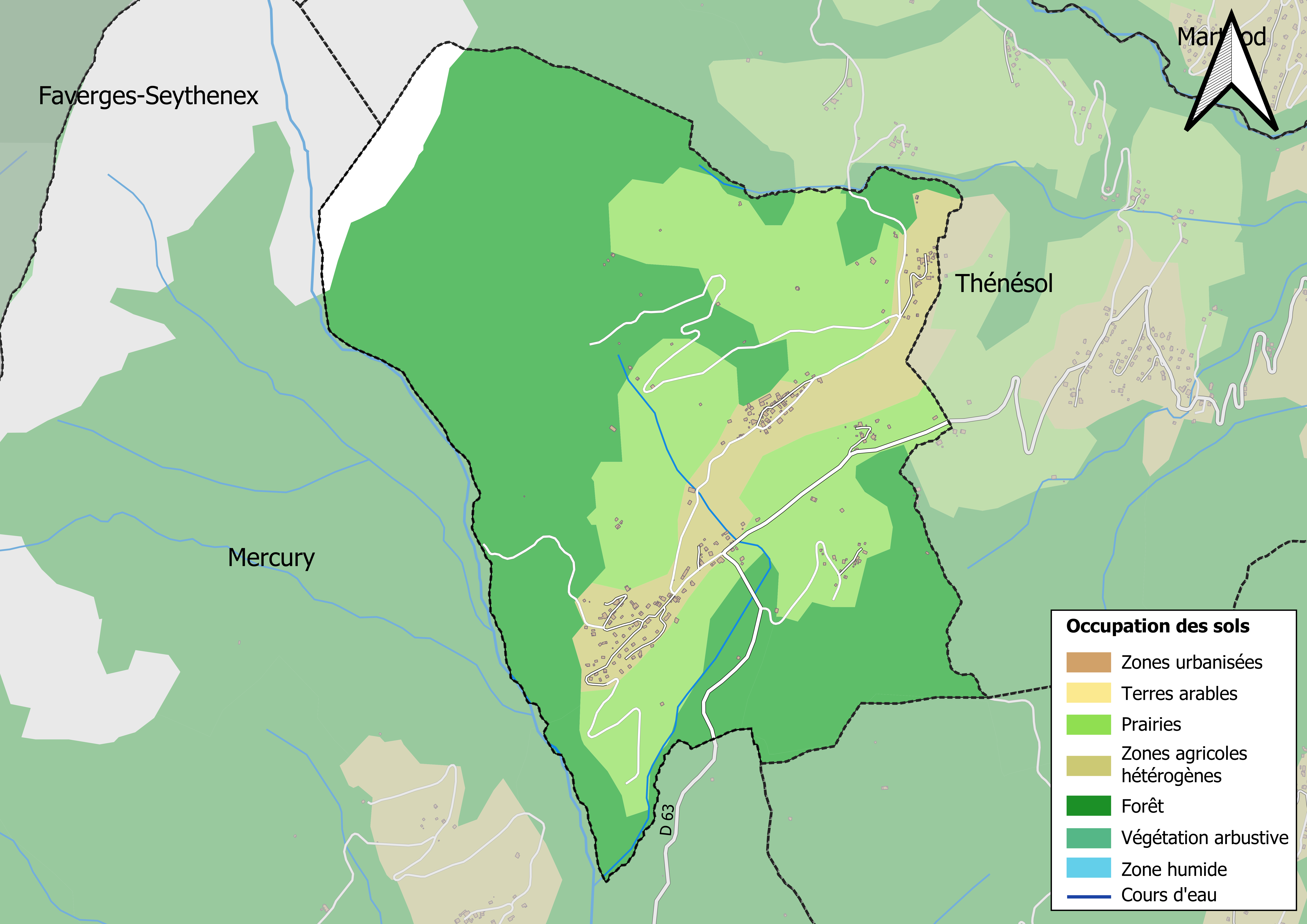
Carte des infrastructures et de l'occupation des sols en 2018 (CLC) de la commune.
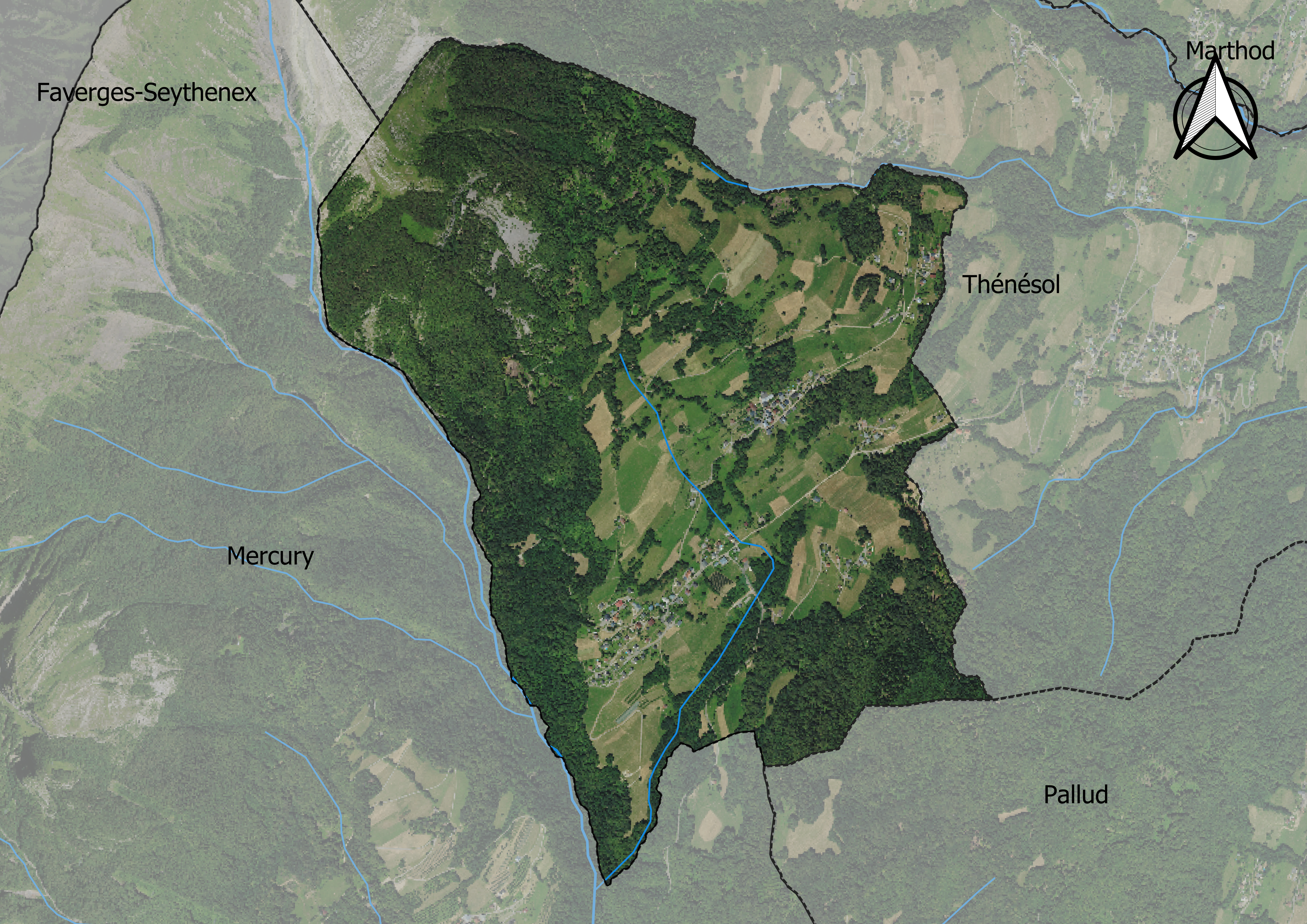
Carte orthophotogrammétrique de la commune.

## Toponymie
Allondaz ou Alondaz est un toponyme dérivant du prénom germanique Adalhund ou Adalgund ou Adalund, qui aurait dérivé en latin sous la forme Adalhundus, Adaciiundus, Alundus, selon le chanoine Adolphe Gros,,. Prénom association les termes adal (ancien haut allemand), aþala signifiant « [noble] lignée », et hunt, hund (ancien haut allemand), germanique *hunda, signifiant « chien ». Le nom aurait été mis au féminin pour donner la forme Alunda, que l'on trouve pour sa première mention en 1256,, avec ajout post-tonique en -az, féminin singulier.
La première mention remonterait donc en 1256, où un Jacobus de Alunda est indiqué dans la Storia diplomatica dell'antica abbazia di S. Michele della Chiusa (1877) de Gaudenzio Claretta (p. 232),, nom cité à nouveau en 1258 d'après l'abbé Joseph-Antoine Besson, dans son Mémoires pour l'histoire ecclésiastique des diocèses de Genève, Tarantaise, Aoste et Maurienne et du décanat de Savoye (1759),,. Toutefois, une Ecclesia (de) Alundia est mentionnée en 1216, d'après l'Histoire du décanat de Savoie de l'abbé Trépied,. Le Cartulaire Sabaudiæ (XIVe siècle) indique une Ecclesia de Alumpda,. De même qu'un Prioratus (prieuré) de Allonda est indiqué en 1603,,. Si l'abbé Gros dans son ouvrage de 1935 donne un article « Alondaz » (avec un seul « l »), la mention d'Allondaz (avec deux « l ») est déjà mentionnée dans les registres français durant les occupations françaises (1793 ou 1801).
En francoprovençal, le nom de la commune s'écrit Alonda, selon la graphie de Conflans.

## Histoire
Le village semble prendre forme aux alentours du Xe siècle-XIIe siècle.
En 1209, il fut fondé le prieuré de Lémenc (sur les hauteurs de Chambéry) par Rodolphe III de Bourgogne, l'acte nomme le premier seigneur de Chevron, Wilfried. Wilfried de Chevron réside à Châteauvieux et gouverne sur les terres de Mercury, Allondaz, Thénésol au pied du col de Tamié, sur la voie romaine transversale Genève-ad Publicanos (proche d'Albertville) et le col du Petit-Saint-Bernard.

## Politique et administration
| Période                                  | Période                  | Identité          | Étiquette | Qualité     |
| ---------------------------------------- | ------------------------ | ----------------- | --------- | ----------- |
| Les données manquantes sont à compléter. |                          |                   |           |             |
| mars 2001                                | mars 2008                | Léon Jiguet       |           |             |
| mars 2008                                | mars 2014                | Philippe Lassiaz  |           |             |
| mars 2014                                | En cours (au avril 2014) | Bettina Cervellin | SE        | Professeure |

## Population et société

### Démographie
Les habitants de la commune sont appelés les Allondains.

### Enseignement
La commune est rattachée à l'académie de Grenoble.
L'évolution du nombre d'habitants est connue à travers les recensements de la population effectués dans la commune depuis 1793. Pour les communes de moins de 10 000 habitants, une enquête de recensement portant sur toute la population est réalisée tous les cinq ans, les populations de référence des années intermédiaires étant quant à elles estimées par interpolation ou extrapolation. Pour la commune, le premier recensement exhaustif entrant dans le cadre du nouveau dispositif a été réalisé en 2006.

En 2022, la commune comptait 295 habitants, en évolution de +10,9 % par rapport à 2016 (Savoie : +3,63 %, France hors Mayotte : +2,11 %).
| 1793 | 1800 | 1806 | 1822 | 1838 | 1848 | 1858 | 1861 | 1866 |
| ---- | ---- | ---- | ---- | ---- | ---- | ---- | ---- | ---- |
| 396  | 416  | 427  | 368  | 473  | 432  | 352  | 351  | 360  |

| 1872 | 1876 | 1881 | 1886 | 1891 | 1896 | 1901 | 1906 | 1911 |
| ---- | ---- | ---- | ---- | ---- | ---- | ---- | ---- | ---- |
| 332  | 327  | 303  | 323  | 286  | 285  | 242  | 244  | 237  |

| 1921 | 1926 | 1931 | 1936 | 1946 | 1954 | 1962 | 1968 | 1975 |
| ---- | ---- | ---- | ---- | ---- | ---- | ---- | ---- | ---- |
| 216  | 205  | 175  | 153  | 201  | 181  | 186  | 157  | 148  |

| 1982 | 1990 | 1999 | 2006 | 2011 | 2016 | 2021 | 2022 | - |
| ---- | ---- | ---- | ---- | ---- | ---- | ---- | ---- | - |
| 155  | 191  | 177  | 204  | 235  | 266  | 293  | 295  | - |

### Manifestations culturelles et festivités
L'association des parents d'élèves organise, à la salle des fêtes des Belles Cimes, chaque début d'été l'originale fête du pain : des pains, pizzas et gâteaux sont cuits pendant deux jours dans l'antique four à pain du hameau de Mérier. Le bal des Belles Cimes qui a lieu sous les étoiles et au milieu des montagnes représente le point d'orgue du week-end.

## Culture locale et patrimoine

### Monuments et lieux touristiques

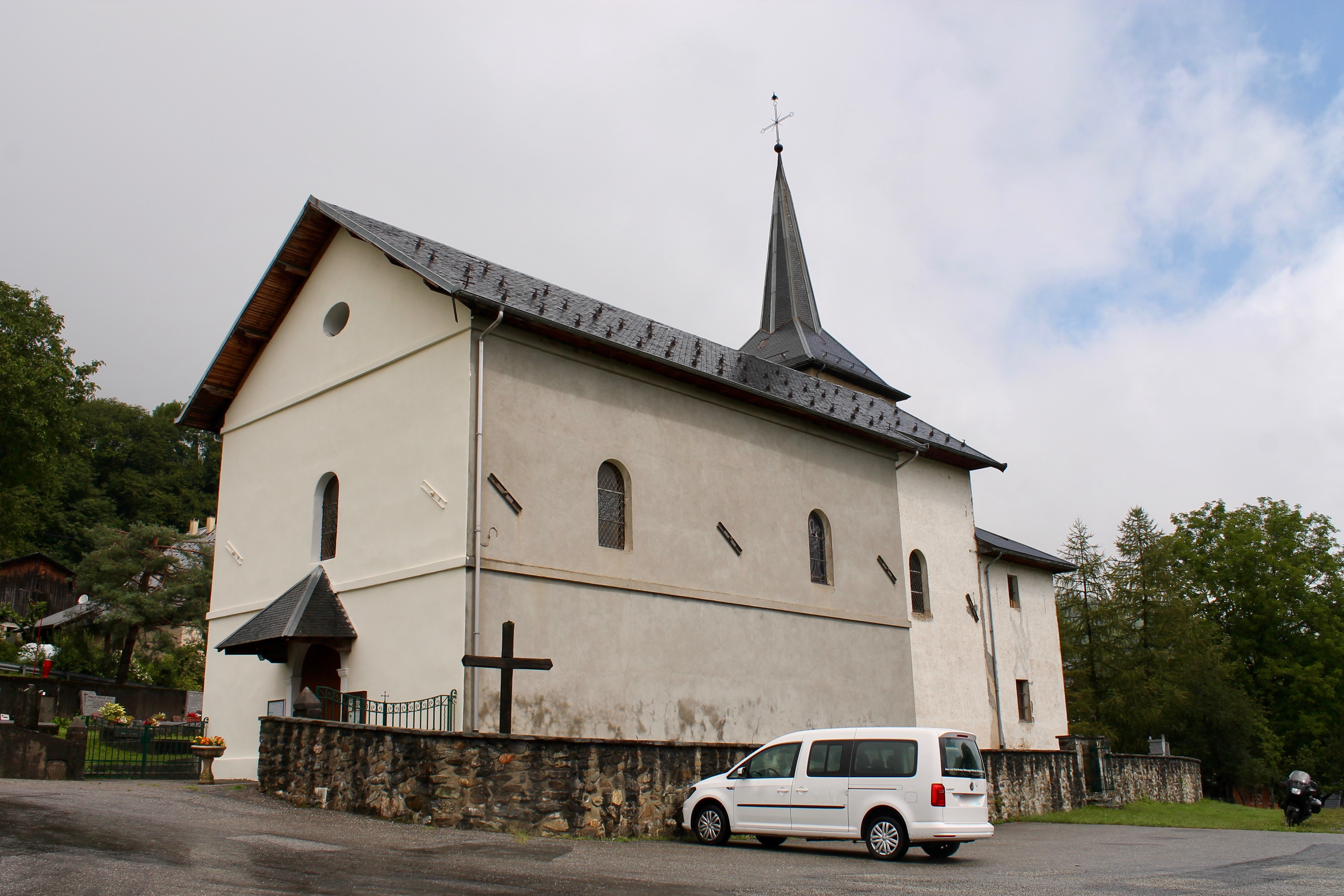
Église Saint-Michel.
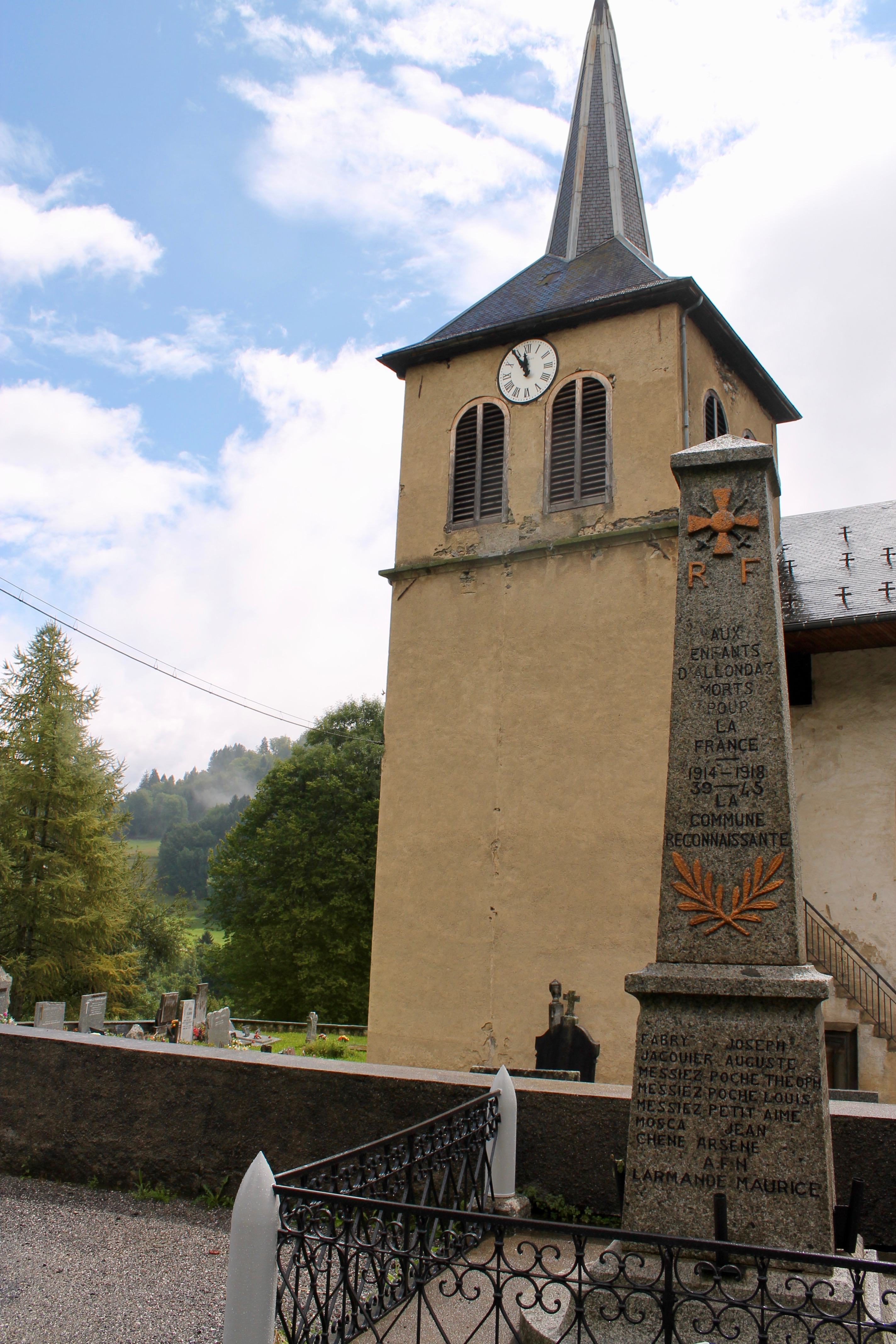
Église Saint-Michel et monument aux Morts.
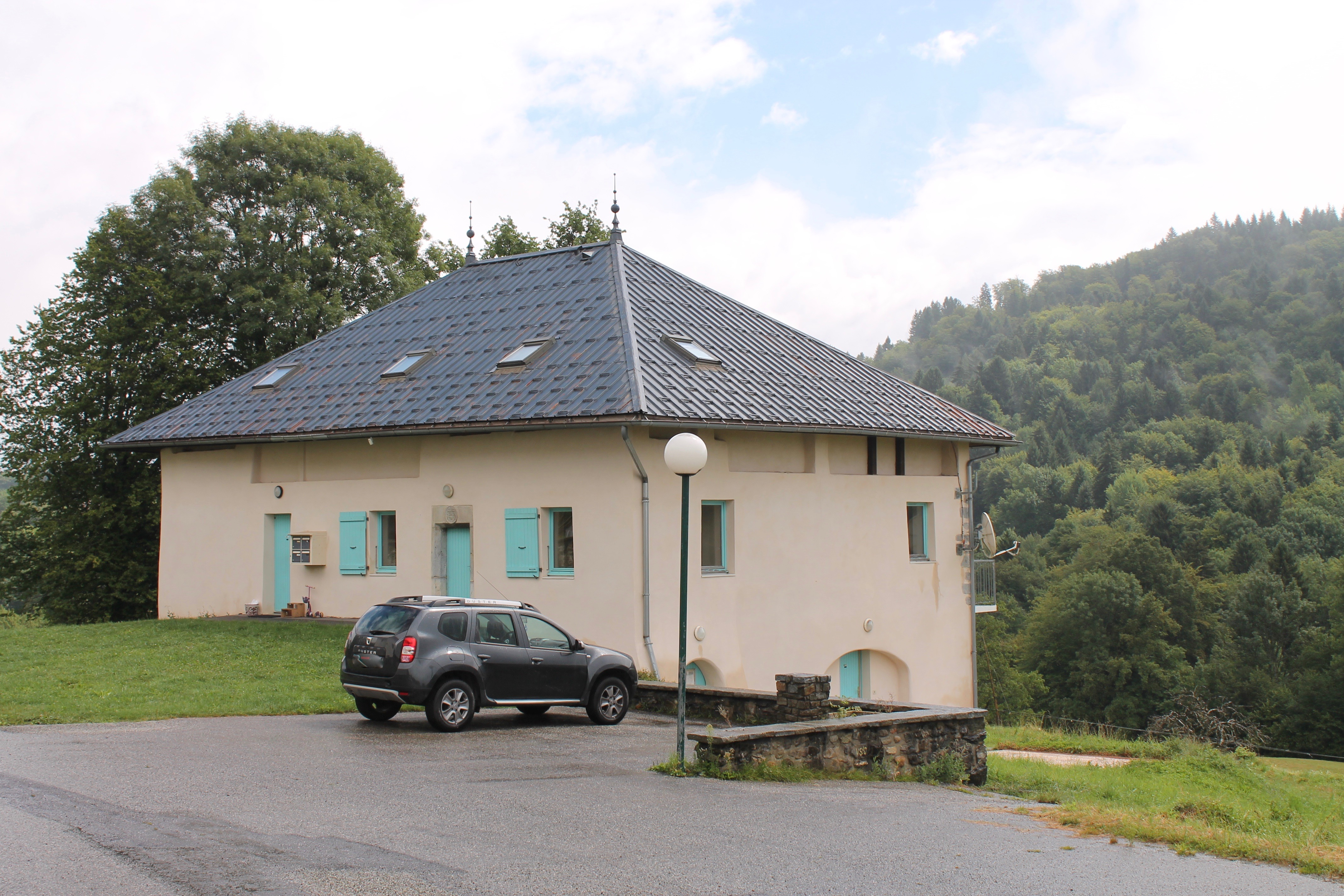
Cure.
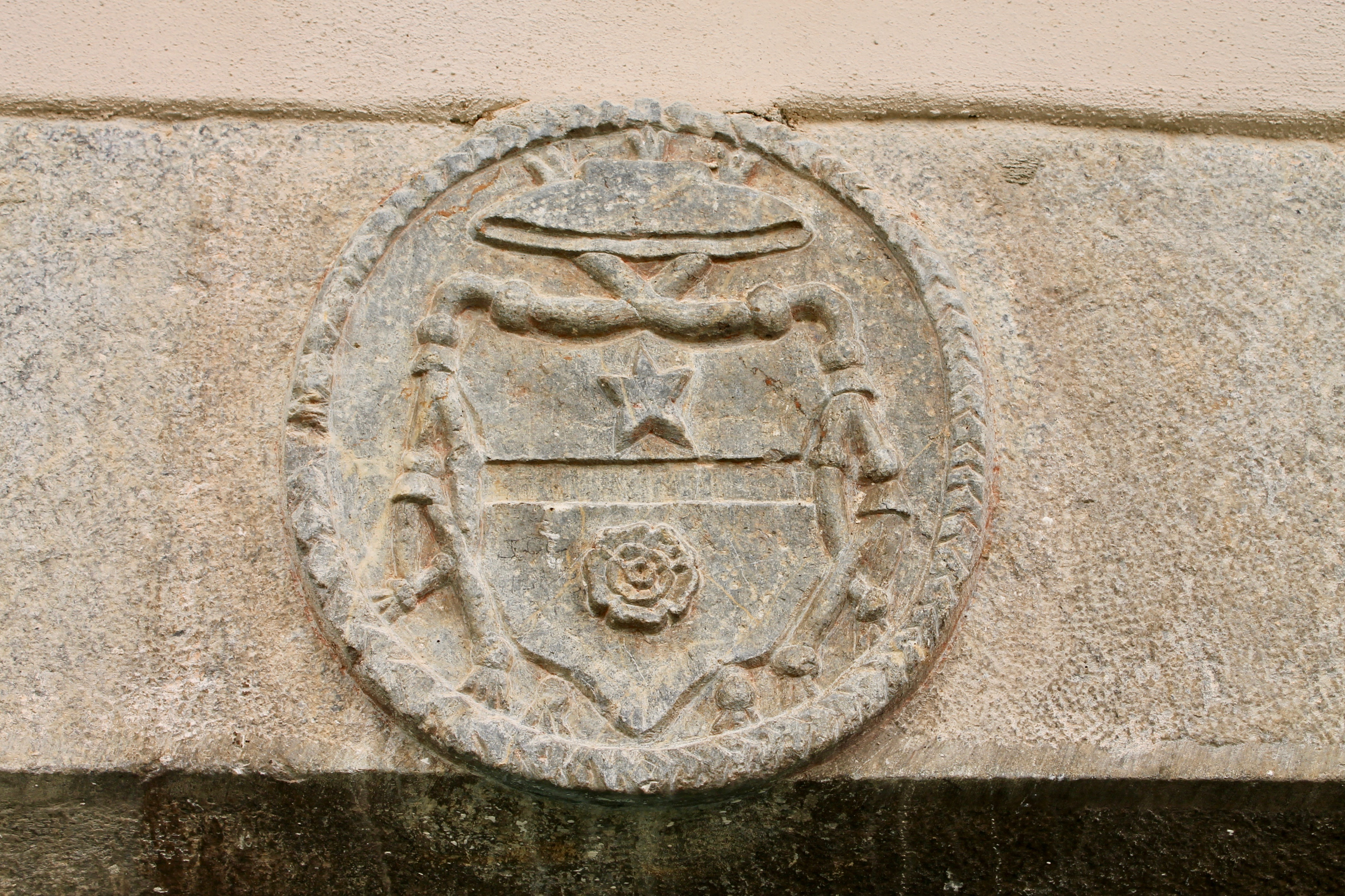
Blason située au dessus de l'entée de la cure[Note 3].

- Église placée sous le patronage de saint Michel. Le nouvel édifice, de style néoroman, est construit 1855. Il est consacré par Mgr Jean-François Turinaz en 1859[25],[26].
- Cure d’Allondaz.
- Chapelle Notre-Dame-du-Puits[27].

La salle des fêtes des Belles Cimes restaurée en 2007 offre un panorama sur les massifs montagneux des Aravis et du Beaufortain.

### Patrimoine naturel

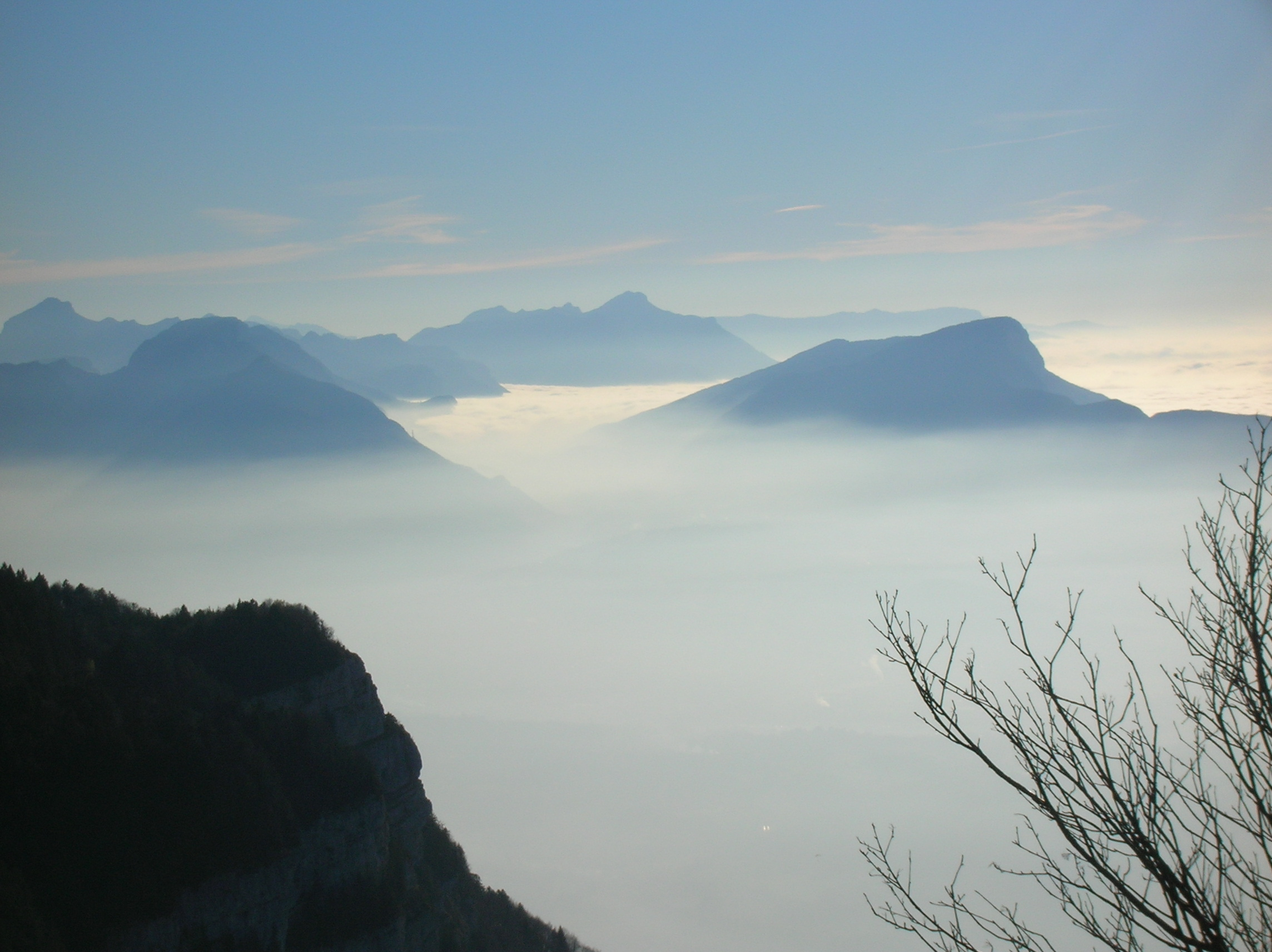
Vue sur le massif des Bauges depuis le Revard.

Le 7 décembre 1995, il fut créé le parc naturel régional du massif des Bauges qui regroupe 65 communes, parmi lesquelles se trouve la commune d'Allondaz. Le parc s'étend sur 90 000 hectares.
La commune d'Allondaz constitue le point de départ pour la voie la plus facile dans l'ascension du roc Rouge ou la Négresse qui culmine à près de 1 720 mètres d'altitude.